# Vrásový soubor v Klokočůvku
Vrásový soubor v Klokočůvku je přírodní památka vyhlášená 22. června 1998 na katastrálním území Klokočůvek, místní části města Odry v okrese Nový Jičín v Moravskoslezském kraji. Přírodní památka je v péči Krajského úřadu Moravskoslezského kraje.

## Předmět ochrany
Předmětem ochrany je přirozený odkryv skalního defilé provrásněného hradecko-kyjovického souvrství moravskoslezského kulmu. Přírodní památka je tvořena zvětralými siltovci až jílovými břidlicemi, místy jemnozrnnými drobami šedých barev deskovité až tence lavicovité vrstevnatosti. Dominantním prvkem je tzv. Dračí skála, nazývaná tak podle malé sluje na úpatí, v níž podle pověsti sídlí drak. Je intenzivně zvrásněna přímými, šikmými, překocenými, ležatými i ponořenými vrásami v řádu decimetrů až metrů.
V porostu přírodní památky se vyskytuje chráněná měsíčnice vytrvalá, dále sasanka pryskyřníkovitá a dymnivka plná.